# Course aux mégapixels
La course aux mégapixels est une recherche technique et commerciale visant à proposer la définition d'image – la quantité maximale d'information que cette image peut contenir – la plus importante possible pour les appareils photo numériques.

## Historique

### Définition des appareils photo

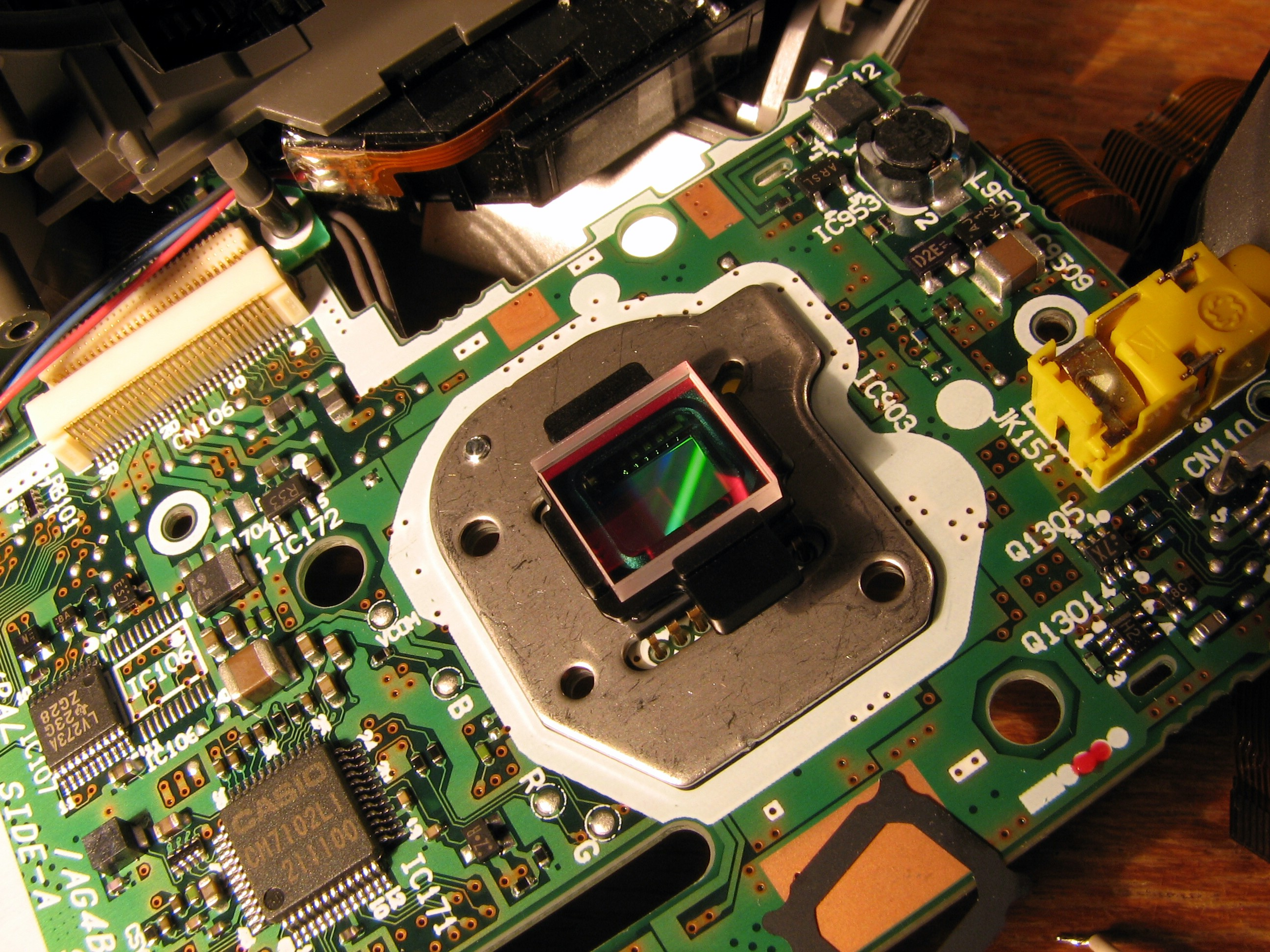
Le capteur photographique d'un appareil numérique.

La course aux mégapixels a débuté dans un premier temps avec la démocratisation des ordinateurs personnels et l'invention de la photographie numérique. En 1981, Sony lance le premier appareil photo numérique doté d'un capteur CCD de 279 300 pixels. Une photo de cette définition demeure très petite et peu détaillée. Pour corriger ces problèmes et améliorer les clichés, les constructeurs ont augmenté la capacité des capteurs. Une fois la définition devenue correcte, le nombre de mégapixels est devenu un argument de vente, et les constructeurs ont continué à élever la définition jusque dans les années 2008-2009 où les compacts offraient une définition maximale stabilisée autour de 12 ou 13 mégapixels, alors que certains reflex affichaient 25 mégapixels.
Depuis 2010, on remarque un ralentissement, une pause, voire un phénomène inverse, alors que certains modèles haut de gamme proposent une définition inférieure à leur prédécesseur.
La tendance diverge selon les gammes, comme en témoigne la sortie au CES 2011 de trois compacts haut de gamme affichant 16 mégapixels. Par la suite, certains analystes ont constaté l'abandon du mégapixel comme outil marketing pour la taille du capteur.

### Définition des appareils photo sur les téléphones portables

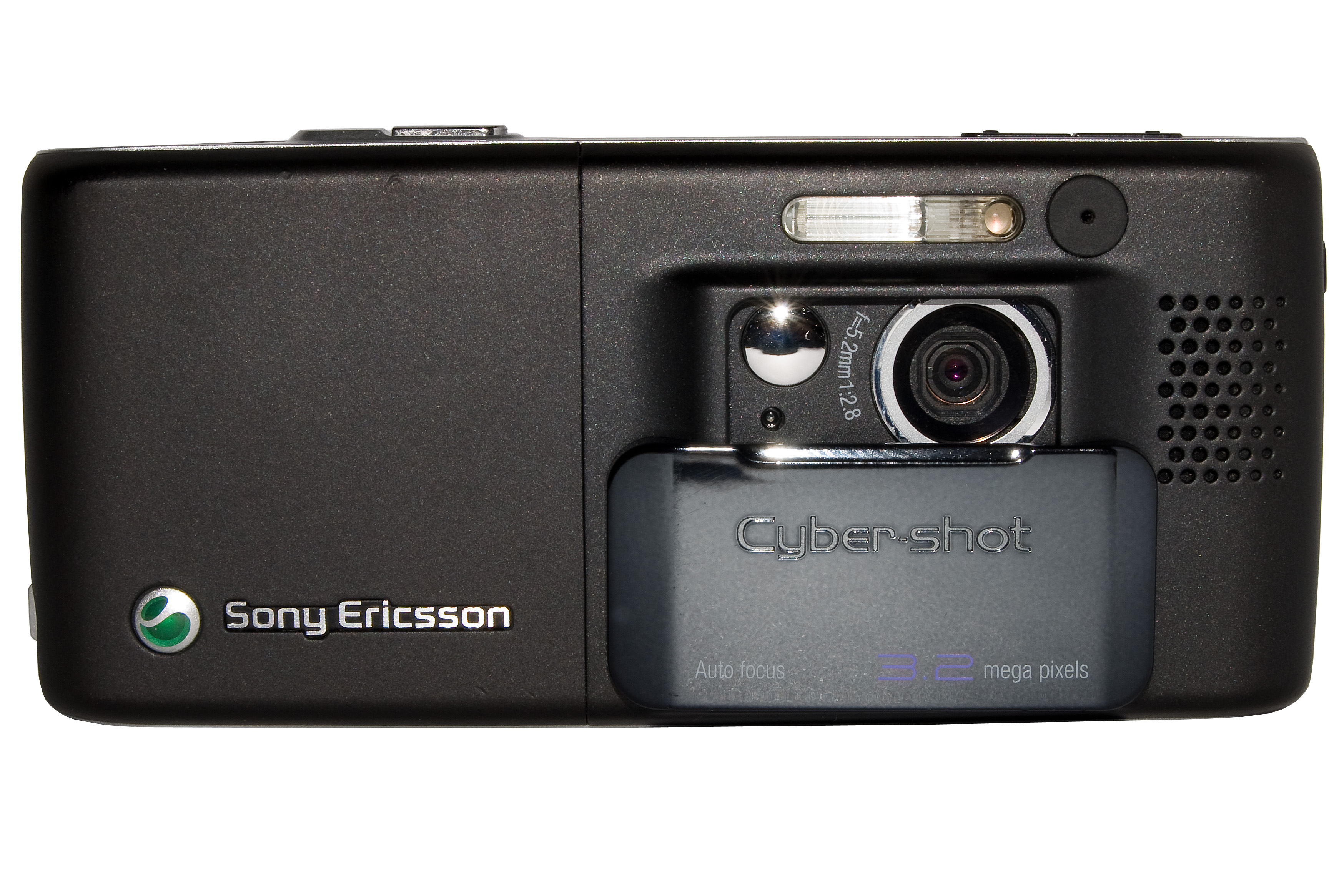
Le Sony Ericsson K800i fut l'un des premiers téléphones portables à être équipé d'un capteur de 3,2 mégapixels.

La course aux mégapixels ne s'est pas limitée au domaine des appareils photo mais a aussi touché le monde de la téléphonie mobile. 
Depuis le premier téléphone portable équipé d'un capteur 0,1 mégapixel, les constructeurs ont sans cesse amélioré la définition de leurs appareils photo numériques embarqués. Les définitions sont passées de 0,1 à 12 mégapixels en moins de dix ans sur les téléphones portables.
En 2011, Sony annonce le développement d'un capteur pour terminaux mobiles de plus de 17 mégapixels. Début 2012, les terminaux HTC Titan II sont commercialisés avec des capteurs de 16 mégapixels. Smartphones, appareils photo compacts et reflex grand public ont donc dès lors des définitions comparables. En 2012, Nokia commercialise le 808 PureView, orienté photo, et équipé d'un capteur de 41 mégapixels. En 2019, Xiaomi annonce collaborer avec Samsung pour créer un capteur de 108 mégapixels, le 5 novembre, Xiaomi annonce le CC9 PRO qui est équipé de ce capteur, lors de sa sortie, DXoMark lui attribue la note la plus élevée (121 points). Cette définition étant près de trois fois supérieure aux définitions maximales des smartphones et des appareils photo compacts, et dépassant même les réflex professionnels, le public comme la presse s'est beaucoup interrogé sur l'utilité et la performance d'un tel appareil.

## Critiques
- L'augmentation du nombre de mégapixels sur un capteur de dimension inchangée diminue sa dynamique (voir la section Performance des capteurs), ce qui a fréquemment pour résultat des photographies surexposées ou sous-exposées. Ce défaut peut être corrigé par la technique du mélange numérique.
- Dans ces conditions, l'importance relative du bruit numérique par rapport à celle du signal utile augmente également.
- De manière moins critique, compte tenu des progrès des mémoires de stockage, un nombre important de mégapixels crée de lourds fichiers.
- Le nombre de mégapixels est aujourd'hui, pour une large part, un argument de marketing. Un nombre élevé n'est utile que pour des tirages de grand format, à condition que la taille du capteur suive. Dans le cas contraire, on perd en qualité d'image.

## Augmentation de la définition des écrans
Parallèlement à la course aux mégapixels se joue la course à la définition des écrans qui reste plus lente et encadrée par des normes strictes dues à la télévision.
Dans les années 2000 et 2010, la définition des écrans d'ordinateur et de télévision pour le grand public augmente de plus en plus. Ainsi, la majorité des premiers écrans ACL ont un ratio 4/3 et une définition de 1 024 × 768 (0,79 Mpx), puis les écrans 1080p se sont imposés comme nouveau standard dès 2005 et sont toujours majoritaire dix ans plus tard, ils proposent une définition de 1 920 × 1 080 (2,07 Mpx), parallèlement des écrans encore plus définis voient le jour, la définition la plus répandue étant 2 560 × 1 440 (3,68 Mpx).
Dans les années 2010, deux nouveaux standards ultra-haute-définition (UHD) sont fixés pour les futurs écrans, il s'agit de la 4K (3 840 × 2 160 soit 8,3 Mpx) et de la 8K (7 680 × 4 320 soit 33,2 Mpx). Cette dernière pourra alors afficher chaque pixel de photographies numériques faisant moins de 30 mégapixels, sa commercialisation n'est pas prévue avant 2020.